# Fullerton (Califórnia)
Fullerton é uma cidade localizada no estado norte-americano da Califórnia, no Condado de Orange. Foi incorporada em 15 de fevereiro de 1904.
É conhecida por ser berço da cantora Gwen Stefani e por ser a cidade onde foram formadas as bandas de punk rock Social Distortion e The Adolescents.

## Geografia
De acordo com o United States Census Bureau, a cidade tem uma área de 57,9 km², onde 57,8 km² estão cobertos por terra e 0,1 km² por água.

## Demografia
Segundo o censo nacional de 2010, a sua população é de 135 161 habitantes e sua densidade populacional é de 2 334,94 hab/km². Possui 47 869 residências, que resulta em uma densidade de 826,95 residências/km².